# Kammare (parlament)
En kammare är den församling i ett parlament där votering utförs. Kammaren brukar samlas i en plenisal. Det finns enkammarsystem och tvåkammarsystem. De senare består av underhus och överhus.